# Harry Crocker
Harry Crocker (2. července 1893 San Francisco – 23. května 1958 Beverly Hills) byl americký novinář a příležitostný filmový herec.

## Život a kariéra
Většinu života pracoval jako novinář v listu Los Angeles Herald Examiner. V druhé polovině 20. let 20. století působil jako osobní asistent Charlie Chaplina, a to až do roku 1930, kdy byl během natáčení filmu Světla velkoměsta propuštěn. Tato událost však nic nezměnila na tom, že oba muže pojilo blízké přátelství až do Chaplinova nuceného odchodu ze Spojených států v roce 1952.
Chaplin Crockera také obsadil do role provazochodce Rexe ve filmu Cirkus z roku 1928. V období let 1925 až 1952 se objevil v celkem 20 snímcích, povětšinou však jen v drobných či epizodních rolích.
V roce 1936 se oženil s anglickou herečkou Elizabeth Jennsovou. Blízké přátelství udržoval též s americkým hudebním skladatelem Cole Porterem. Harry Crocker zemřel po tři roky trvající vážné nemoci dne 23. května 1958.

## Výběr z herecké filmografie
- Přehlídka smrti (1925))
- Sally in Our Alley (1927)
- Tillie the Toiler (1927)
- Cirkus (1928)
- A Warm Corner (1930)
- The Great John L. (1945)
- A Song for Miss Julie (1945)
- Světla ramp (1952)